# John Robert Moore
John Robert Moore (geboren 27. Juli 1890 in Pueblo, Colorado; gestorben 18. Juli 1973) war ein amerikanischer Literaturwissenschaftler, der vor allem mit Arbeiten zu Daniel Defoe hervorgetreten ist, mehr als ein Drittel seiner rund 150 in verschiedenen Fachzeitschriften veröffentlichten Aufsätze haben diesen Autor zum Thema.

## Laufbahn
Moore, Sohn eines episkopalischen Geistlichen, wuchs in Colorado auf, studierte an der University of Missouri (A.B. 1910, A.M. 1914) und promovierte 1917 an der Harvard University zum Ph.D. Als Lehrbeauftragter lehrte er Englische Literatur an der University of Wisconsin, der University of Delaware, der University of Michigan und der University of Washington, bevor er 1922 zunächst als Assistenzprofessor an die Indiana University wechselte, der er bis zu seinem Lebensende verbunden blieb; ab 1929 war er hier  ordentlicher Professor, 1961 wurde er emeritiert.
1950 gelang Moore der Nachweis, dass die General History of the Pirates, die bislang einem Charles Johnson zugeschrieben waren, aus der Feder Defoes stammt; darüber hinaus identifizierte er Defoe als Autor weiterer anonym oder pseudonym erschienener Schriften des frühen 19. Jahrhunderts.

## Werke
- Symphonies and Songs. Four Seas Co., Boston 1923 (Gedichte).
- The Transformation of Bottom. Indiana University, Bloomington 1926.
- (Hrsg.): Representative English Dramas. Ginn, Boston 1929.
- (Hrsg.): Representative Essays, English and American. Ginn, Boston 1930.
- Daniel Defoe and Modern Economic Theory. Indiana University Bookstore, Bloomington 1935.
- Defoe in the Pillory and Other Studies. Indiana University Bookstore, Bloomington 1939.
- Defoe's Sources for Robert Drury's Journal. Indiana University, 1943. 2., verbesserte Ausgabe: Haskell House, New York 1973, ISBN 0838316565.
- (Hrsg.): Daniel Defoe: An Essay on the Regulation of the Press. Luttrell Society, Oxford 1948.
- The Canon of Defoe's Writings. Bibliographical Society, London 1956.
- Daniel Defoe: Citizen of the Modern World. University of Chicago Press, Chicago 1958.
- A Checklist of the Writings of Daniel Defoe. Indiana University Press, Bloomington 1960, Reprint: Archon Books, Hamden CN 1971, ISBN 0208010866.

| Personendaten    | Personendaten                           |
| ---------------- | --------------------------------------- |
| NAME             | Moore, John Robert                      |
| ALTERNATIVNAMEN  | Moore, John R.                          |
| KURZBESCHREIBUNG | amerikanischer Literaturwissenschaftler |
| GEBURTSDATUM     | 27. Juli 1890                           |
| GEBURTSORT       | Pueblo, Colorado                        |
| STERBEDATUM      | 18. Juli 1973                           |